# Torino Football Club 2020-2021
Questa voce raccoglie le informazioni riguardanti il Torino Football Club nelle competizioni ufficiali della stagione 2020-2021.

## Stagione
Dopo aver prima annunciato e poi annullato la decisione di svolgere il ritiro pre-campionato a Biella, il Torino si raduna il 19 agosto al Filadelfia e disputa la prima amichevole stagionale il 29 agosto al Grande Torino contro il Novara. Gioca altre due amichevoli pre-campionato il 2 e il 5 settembre, rispettivamente contro la Pro Patria e la Pro Vercelli; altri due incontri (previsti per l'11 e il 12 settembre) vengono invece annullati perché un componente dello staff granata viene trovato positivo al COVID-19.
La stagione, nonostante il cambio in panchina con l'arrivo di Marco Giampaolo, conferma le difficoltà dell'anno precedente. La prima vittoria arriva alla terza giornata di campionato, in trasferta contro il Genoa. I granata però faticano a raccogliere punti, facendosi spesso rimontare dagli avversari (alla quattordicesima giornata sono 23 i punti persi da situazione di vantaggio). Alla sosta natalizia il Torino è ultimo in classifica con 8 punti, 32 gol subiti (peggior difesa) e una sola vittoria ottenuta, ma nel frattempo, il 12 dicembre 2020, nella partita di campionato persa 3-2 in casa contro l'Udinese, il capitano Andrea Belotti realizza il gol numero 100 con la maglia del Torino in tutte le competizioni, raggiungendo Adolfo Baloncieri nella classifica dei marcatori di tutti i tempi dei granata: fino a quel momento un'unica e vera nota positiva dell'annata, visto che, con nove partite casalinghe consecutive nel massimo campionato senza ottenere i tre punti, la squadra segna inoltre l'ennesimo record negativo in 114 anni di storia. Belotti supererà poi l'alessandrino appena cinque giorni dopo, mettendo a segno l'unica rete della sua squadra nella sconfitta per 3-1 in casa della Roma. I risultati deludenti alimentano proteste e contestazione da parte dei tifosi del Toro. Il 18 gennaio, dopo aver racimolato 13 punti in 18 giornate, il Torino comunica di aver esonerato Marco Giampaolo. Frattanto la squadra, dopo aver superato il terzo ed il secondo turno preliminare, era uscita sconfitta dall'Ottavo di finale di Coppa Italia disputato contro il Milan, perdendo 5-4 ai tiri di rigore a seguito dello 0-0 maturato dopo i tempi supplementari.
Il 6 febbraio 2021, nella gara di ritorno giocata contro l'Atalanta, pareggiata 3-3 in rimonta, Andrea Belotti si rende protagonista di un bel gesto di fair-play: ammette davanti all'arbitro dell'incontro, Francesco Fourneau, di non aver subito fallo da parte di Cristian Romero, facendo così togliere l'ammonizione al calciatore in forza ai nerazzurri.
In campionato, con l'avvicendamento in panchina del nuovo allenatore Davide Nicola, che, durante la sua carriera di calciatore, aveva vestito anche la maglia granata nel 2005-2006, il Toro esce dalla zona retrocessione, ma torna a rischiare dopo due pesanti sconfitte consecutive contro il Milan e lo Spezia (che nel frattempo ottiene la salvezza aritmetica). 
Con due partite ancora da giocare, la formazione granata è costretta ad ottenere un punto per raggiungere la salvezza. Questo avviene nel recupero della 28ª giornata, pareggiando per 0-0 sul campo della Lazio.
Il Toro conclude il campionato in 17ª posizione, salvandosi con una giornata d'anticipo.

## Divise e sponsor
Lo sponsor tecnico per la stagione 2020-2021 è Joma.
Il Torino conferma come main sponsor Suzuki, come official sponsor Beretta e come sleeve sponsor (presente sulla manica sinistra della maglia) N°38 Wüber; confermato anche il back sponsor EdiliziAcrobatica.
| Casa | Trasferta | Terza divisa |

## Organigramma societario
Consiglio di Amministrazione
- Presidente: Urbano Cairo
- Vice Presidente: Giuseppe Cairo
- Consiglieri: Federico Cairo, Giuseppe Ferrauto, Uberto Fornara, Marco Pompignoli

Direzione generale e organizzativa
- Direttore generale: Antonio Comi
- Direttore operativo: Alberto Barile
- Team Manager: Emiliano Moretti

Area Tecnica
- Direttore sportivo: Davide Vagnati

Segreteria
- Segretario Generale: Andrea Bernardelli
- Segreteria: Marco Capizzi, Giulia Bellato

Area Comunicazione
- Responsabile Ufficio Stampa: Piero Venera
- Ufficio Stampa e Supporter Liaison Officer:	Andrea Canta
- Social media manager: Andrea Santoro

Area Commerciale
- Direzione Commerciale: Cairo Pubblicità

Area Amministrativa
- Direttore Amministrativo: Luca Boccone

Area Sanitaria
- Responsabile Sanitario: Paolo Minafra
- Medico Sociale: Daniele Mozzone
- Massofisioterapista: Silvio Fortunato
- Fisioterapista: Alessandro Gatta
- Fisioterapista - Osteopata: Alessandro Pernice
- Podologo:
- Nutrizionista: Giacomo Astrua

Area Stadio Olimpico e Biglietteria
- Responsabile biglietteria e Vice Delegato Sicurezza: Fabio Bernardi
- Addetto biglietteria e Vice Delegato Sicurezza: Dario Mazza
- Delegato per la Sicurezza: Roberto Follis
- RSPP:

Magazzino
- Magazzinieri: Luca Finetto, Giuseppe Fioriti, Angelo Ghiron, Alessandro Malagrinò, Marco Pasin, Gianni Piazzolla, Giuseppe Stella, Antonio Vigato.

## Rosa
| N. |                                 | Ruolo | Calciatore                |
| -- | ------------------------------- | ----- | ------------------------- |
| 3  | Brasile (bandiera)              | D     | Gleison Bremer            |
| 4  | Brasile (bandiera)              | D     | Lyanco                    |
| 5  | Italia (bandiera)               | D     | Armando Izzo              |
| 6  | Italia (bandiera)               | C     | Jacopo Segre              |
| 7  | Serbia (bandiera)               | C     | Saša Lukić                |
| 8  | Italia (bandiera)               | C     | Daniele Baselli           |
| 9  | Italia (bandiera)               | A     | Andrea Belotti (capitano) |
| 10 | Bosnia ed Erzegovina (bandiera) | C     | Amer Gojak                |
| 11 | Italia (bandiera)               | A     | Simone Zaza               |
| 13 | Svizzera (bandiera)             | D     | Ricardo Rodríguez         |
| 15 | Argentina (bandiera)            | D     | Cristian Ansaldi          |
| 17 | Costa d'Avorio (bandiera)       | D     | Wilfried Singo            |
| 18 | Kosovo (bandiera)               | P     | Samir Ujkani              |
| 19 | Paraguay (bandiera)             | A     | Antonio Sanabria          |
| 20 | Italia (bandiera)               | A     | Simone Edera              |
| 21 | Spagna (bandiera)               | A     | Alejandro Berenguer       |
| 22 | Italia (bandiera)               | A     | Vincenzo Millico          |
| 23 | Francia (bandiera)              | C     | Soualiho Meïté            |
| 24 | Italia (bandiera)               | A     | Simone Verdi              |
| 25 | Italia (bandiera)               | P     | Antonio Rosati            |
| 26 | Italia (bandiera)               | A     | Federico Bonazzoli        |
| 27 | Kosovo (bandiera)               | D     | Mërgim Vojvoda            |
| 29 | Italia (bandiera)               | D     | Nicola Murru              |
| 30 | Costa d'Avorio (bandiera)       | D     | Koffi Djidji              |

| N. |                      | Ruolo | Calciatore                       |
| -- | -------------------- | ----- | -------------------------------- |
| 32 | Serbia (bandiera)    | P     | Vanja Milinković-Savić           |
| 33 | Camerun (bandiera)   | D     | Nicolas N'Koulou                 |
| 38 | Italia (bandiera)    | C     | Rolando Mandragora               |
| 39 | Italia (bandiera)    | P     | Salvatore Sirigu (vice capitano) |
| 45 | Ecuador (bandiera)   | D     | Erick Ferigra                    |
| 73 | Italia (bandiera)    | A     | Samuele Vianni                   |
| 77 | Polonia (bandiera)   | C     | Karol Linetty                    |
| 80 | Francia (bandiera)   | C     | Michel Adopo                     |
| 84 | Italia (bandiera)    | D     | Lorenzo Carissoni                |
| 86 | Francia (bandiera)   | C     | Ibrahim Karamoko                 |
| 87 | Italia (bandiera)    | A     | Mattia La Marca                  |
| 88 | Venezuela (bandiera) | C     | Tomás Rincón                     |
| 89 | Italia (bandiera)    | D     | Gianmarco Todisco                |
| 90 | Romania (bandiera)   | P     | Răzvan Sava                      |
| 91 | Italia (bandiera)    | C     | Jean Freddi Greco                |
| 92 | Italia (bandiera)    | D     | Giovanni Aceto                   |
| 93 | Italia (bandiera)    | D     | Raffaele Spina                   |
| 94 | Italia (bandiera)    | D     | Denis Portanova                  |
| 95 | Italia (bandiera)    | D     | Christian Celesia                |
| 96 | Kosovo (bandiera)    | C     | Altin Kryeziu                    |
| 97 | Italia (bandiera)    | A     | Rosario Cancello                 |
| 98 | Ungheria (bandiera)  | A     | Krisztofer Horváth               |
| 99 | Italia (bandiera)    | D     | Alessandro Buongiorno            |

## Calciomercato

### Sessione estiva(dal 1/9 al 5/10)
| Acquisti         | Acquisti               | Acquisti        | Acquisti                         |
| R.               | Nome                   | da              | Modalità                         |
| ---------------- | ---------------------- | --------------- | -------------------------------- |
| P                | Vanja Milinković-Savić | Standard Liegi  | fine prestito                    |
| D                | Alessandro Buongiorno  | Trapani         | fine prestito                    |
| D                | Erick Ferigra          | Ascoli          | fine prestito                    |
| D                | Nicola Murru           | Sampdoria       | prestito                         |
| D                | Ricardo Rodríguez      | Milan           | definitivo                       |
| D                | Mërgim Vojvoda         | Standard Liegi  | definitivo                       |
| C                | Amer Gojak             | Dinamo Zagabria | prestito con obbligo di riscatto |
| C                | Karol Linetty          | Sampdoria       | definitivo                       |
| C                | Jacopo Segre           | ChievoVerona    | riscatto giocatore               |
| A                | Federico Bonazzoli     | Sampdoria       | prestito con obbligo di riscatto |
| A                | Iago Falque            | Genoa           | fine prestito                    |
| Altre operazioni |                        |                 |                                  |
| R.               | Nome                   | da              | Modalità                         |
| P                | Tommaso Cucchietti     | Südtirol        | fine prestito                    |
| P                | Luca Gemello           | Fermana         | fine prestito                    |
| P                | Andrea Zaccagno        | Pistoiese       | fine prestito                    |
| P                | Alessandro Zanellato   | Gubbio          | fine prestito                    |
| D                | Alessandro Fiordaliso  | Venezia         | fine prestito                    |
| D                | Filippo Gilli          | Alessandria     | fine prestito                    |
| D                | Matteo Procopio        | Lecco           | fine prestito                    |
| C                | Ibrahim Karamoko       | Chievo          | definitivo                       |
| C                | Ben Lhassine Kone      | Cosenza         | fine prestito                    |
| C                | Shady Oukhadda         | Robur Siena     | fine prestito                    |
| A                | Lucas Boyé             | Reading         | fine prestito                    |
| A                | Karlo Butić            | Cesena          | fine prestito                    |
| A                | Vitalie Damașcan       | Fortuna Sittard | fine prestito                    |
| A                | Manuel De Luca         | Virtus Entella  | fine prestito                    |
| A                | Nicola Rauti           | Monza           | fine prestito                    |

| Cessioni         | Cessioni              | Cessioni        | Cessioni                  |
| R.               | Nome                  | a               | Modalità                  |
| ---------------- | --------------------- | --------------- | ------------------------- |
| P                | Andrea Zaccagno       | Cremonese       | definitivo                |
| D                | Kevin Bonifazi        | SPAL            | definitivo                |
| D                | Lorenzo De Silvestri  |                 | svincolato                |
| D                | Koffi Djidji          | Crotone         | prestito                  |
| D                | Ola Aina              | Fulham          | prestito                  |
| A                | Alejandro Berenguer   | Athletic Bilbao | definitivo (12 milioni €) |
| A                | Lucas Boyé            | Elche           | prestito                  |
| A                | Vitalie Damașcan      | RKC Waalwijk    | prestito                  |
| A                | Iago Falque           | Benevento       | prestito                  |
| Altre operazioni |                       |                 |                           |
| R.               | Nome                  | a               | Modalità                  |
| P                | Tommaso Cucchietti    | Gubbio          | definitivo                |
| P                | Luca Gemello          | Renate          | prestito                  |
| P                | Alessandro Zanellato  | Giana Erminio   | definitivo                |
| D                | Patrick Enrici        | Sambenedettese  | definitivo                |
| D                | Alessandro Fiordaliso | Cremonese       | definitivo                |
| D                | Filippo Gilli         | Arezzo          | definitivo                |
| C                | Ben Lhassine Kone     | Cosenza         | prestito                  |
| C                | Mihael Onisa          | Cavese          | prestito                  |
| C                | Shady Oukhadda        | Gubbio          | definitivo                |
| C                | Matteo Rossetti       | Pordenone       | definitivo                |
| C                | Mattia Sandri         | Potenza         | definitivo                |
| A                | Karlo Butić           | Pordenone       | definitivo                |
| A                | Manuel De Luca        | ChievoVerona    | definitivo                |
| A                | Nicola Rauti          | Palermo         | prestito                  |

### Sessione invernale (dal 04/01 al 01/02)
| Acquisti         | Acquisti           | Acquisti | Acquisti                         |
| R.               | Nome               | da       | Modalità                         |
| ---------------- | ------------------ | -------- | -------------------------------- |
| C                | Rolando Mandragora | Juventus | prestito con obbligo di riscatto |
| A                | Antonio Sanabria   | Betis    | definitivo                       |
| Altre operazioni |                    |          |                                  |
| R.               | Nome               | da       | Modalità                         |
| C                | Mihael Onisa       | Cavese   | fine prestito                    |

| Cessioni         | Cessioni          | Cessioni   | Cessioni   |
| R.               | Nome              | a          | Modalità   |
| ---------------- | ----------------- | ---------- | ---------- |
| P                | Antonio Rosati    | Fiorentina | definitivo |
| C                | Michel Adopo      | Viterbese  | prestito   |
| C                | Soualiho Meïté    | Milan      | prestito   |
| C                | Jacopo Segre      | SPAL       | prestito   |
| A                | Simone Edera      | Reggina    | prestito   |
| A                | Vincenzo Millico  | Frosinone  | prestito   |
| Altre operazioni |                   |            |            |
| R.               | Nome              | a          | Modalità   |
| D                | Lorenzo Carissoni | Vis Pesaro | definitivo |
| C                | Mihael Onisa      | Imolese    | prestito   |

## Risultati

### Serie A

#### Girone di andata
| Arbitro: | Abisso (Palermo) |

|                 |           |  |
| Castrovilli 78’ | Marcatori |  |

| Arbitro: | Irrati (Pistoia) |

|                  |           |                                               |
| Belotti 11’, 43’ | Marcatori | 13’ Gómez 21’ Muriel 42’ Hateboer 54’ de Roon |

| Arbitro: | Chiffi (Padova) |

|                |           |                                     |
| Scamacca 90+4’ | Marcatori | 10’ Lukić 26’ (aut.) Lu. Pellegrini |

| Arbitro: | La Penna (Roma) |

|                       |           |                                 |
| Belotti 4’ (rig.) 49’ | Marcatori | 12’ João Pedro 19’, 73’ Simeone |

| Arbitro: | Guida (Torre Annunziata) |

|                                      |           |                                   |
| Đuričić 71’ Chiricheș 84’ Caputo 85’ | Marcatori | 33’ Linetty 77’ Belotti 79’ Lukić |

| Arbitro: | Chiffi (Padova) |

|                                         |           |                                                                      |
| Bremer 19’ Belotti 25’ (rig.) Lukić 87’ | Marcatori | 15’ Pereira 48’ Milinković-Savić 90+5’ (rig.) Immobile 90+8’ Caicedo |

| Torino 8 novembre 2020, ore 15:00 CET 7ª giornata | Torino          | 0 – 0 referto | Crotone | Stadio Olimpico Grande Torino (0 spett.)\| Arbitro: \| Fourneau (Roma) \| |
| Arbitro:                                          | Fourneau (Roma) |               |         |                                                                           |

| Arbitro: | La Penna (Roma) |

|                                                 |           |                               |
| Sánchez 64’ Lukaku 67’, 84’ (rig.) Martínez 90’ | Marcatori | 45+2’ Zaza 62’ (rig.) Ansaldi |

| Arbitro: | Doveri (Roma) |

|                       |           |                               |
| Belotti 25’ Meïté 77’ | Marcatori | 54’ Candreva 63’ Quagliarella |

| Arbitro: | Orsato (Schio) |

|                          |           |            |
| McKennie 78’ Bonucci 89’ | Marcatori | 9’ Nkoulou |

| Arbitro: | Massa (Imperia) |

|                           |           |                                          |
| Belotti 66’ Bonazzoli 67’ | Marcatori | 24’ Pussetto 54’ De Paul 69’ Nestorovski |

| Arbitro: | Abisso (Palermo) |

|                                                       |           |             |
| Mxit'aryan 27’ Veretout 43’ (rig.) Lo. Pellegrini 68’ | Marcatori | 73’ Belotti |

| Arbitro: | Pasqua (Tivoli) |

|           |           |             |
| Verdi 69’ | Marcatori | 78’ Soriano |

| Arbitro: | Valeri (Roma) |

|                  |           |          |
| L. Insigne 90+2’ | Marcatori | 56’ Izzo |

| Arbitro: | Doveri (Roma) |

|  |           |                               |
|  | Marcatori | 8’ Singo 88’ Izzo 90+5’ Gojak |

| Arbitro: | Di Bello (Brindisi) |

|            |           |             |
| Bremer 84’ | Marcatori | 67’ Dimarco |

| Arbitro: | Maresca (Napoli) |

|                            |           |  |
| Leão 25’ Kessie 36’ (rig.) | Marcatori |  |

| Torino 16 gennaio 2021, ore 18:00 CET 18ª giornata | Torino           | 0 – 0 referto | Spezia | Stadio Olimpico Grande Torino (0 spett.)\| Arbitro: \| Fabbri (Ravenna) \| |
| Arbitro:                                           | Fabbri (Ravenna) |               |        |                                                                            |

| Arbitro: | Giacomelli (Trieste) |

|                                  |           |                 |
| N. Viola 31’ (rig.) Lapadula 49’ | Marcatori | 51’, 90+3’ Zaza |

#### Girone di ritorno
| Arbitro: | Di Bello (Brindisi) |

|             |           |            |
| Belotti 88’ | Marcatori | 67’ Ribéry |

| Arbitro: | Fourneau (Roma) |

|                                  |           |                                        |
| Iličić 14’ Gosens 19’ Muriel 21’ | Marcatori | 42’ Belotti 45+1’ Bremer 84’ Bonazzoli |

| Torino 13 febbraio 2021, ore 15:00 CET 22ª giornata | Torino          | 0 – 0 referto | Genoa | Stadio Olimpico Grande Torino (0 spett.)\| Arbitro: \| Pasqua (Tivoli) \| |
| Arbitro:                                            | Pasqua (Tivoli) |               |       |                                                                           |

| Arbitro: | Orsato (Schio) |

|  |           |            |
|  | Marcatori | 76’ Bremer |

| Arbitro: | Mariani (Aprilia) |

|                                |           |                 |
| Zaza 77’, 90+2’ Mandragora 86’ | Marcatori | 6’, 38’ Berardi |

| Roma 18 maggio 2021, ore 20:30 CEST 25ª giornata | Lazio            | 0 – 0 referto | Torino | Stadio Olimpico (0 spett.)\| Arbitro: \| Fabbri (Ravenna) \| |
| Arbitro:                                         | Fabbri (Ravenna) |               |        |                                                              |

| Arbitro: | Guida (Torre Annunziata) |

|                                           |           |                             |
| Simy 27’, 54’ (rig.) Reca 80’ Ounas 90+4’ | Marcatori | 45’ Mandragora 84’ Sanabria |

| Arbitro: | Valeri (Roma) |

|              |           |                                |
| Sanabria 70’ | Marcatori | 62’ (rig.) Lukaku 85’ Martínez |

| Arbitro: | Orsato (Schio) |

|              |           |  |
| Candreva 25’ | Marcatori |  |

| Arbitro: | Fabbri (Ravenna) |

|                   |           |                        |
| Sanabria 27’, 46’ | Marcatori | 13’ Chiesa 79’ Ronaldo |

| Arbitro: | Doveri (Roma) |

|  |           |                    |
|  | Marcatori | 61’ (rig.) Belotti |

| Arbitro: | Massa (Imperia) |

|                                    |           |            |
| Sanabria 57’ Zaza 72’ Rincón 90+2’ | Marcatori | 3’ Mayoral |

| Arbitro: | Marini (Roma) |

|            |           |                |
| Barrow 25’ | Marcatori | 58’ Mandragora |

| Arbitro: | Valeri (Roma) |

|  |           |                          |
|  | Marcatori | 11’ Bakayoko 13’ Osimhen |

| Arbitro: | Aureliano (Bologna) |

|             |           |  |
| Vojvoda 63’ | Marcatori |  |

| Arbitro: | Massa (Imperia) |

|             |           |             |
| Dimarco 88’ | Marcatori | 85’ Vojvoda |

| Arbitro: | Guida (Torre Annunziata) |

|  |           |                                                                      |
|  | Marcatori | 19’, 62’ Hernández 26’ (rig.) Kessié 50’ B. Díaz 67’, 72’, 79’ Rebić |

| Arbitro: | Orsato (Schio) |

|                                              |           |                    |
| Saponara 19’ Nzola 42’ (rig.), 74’ Erlić 84’ | Marcatori | 55’ (rig.) Belotti |

| Arbitro: | Di Bello (Brindisi) |

|            |           |           |
| Bremer 29’ | Marcatori | 72’ Tello |

### Coppa Italia

#### Turni eliminatori
| Arbitro: | Piccinini (Forlí) |

|                                    |           |               |
| Lyanco 39’ Verdi 109’ (rig.), 112’ | Marcatori | 22’ Stępiński |

| Arbitro: | Paterna (Teramo) |

|                        |           |  |
| Zaza 28’ Bonazzoli 30’ | Marcatori |  |

#### Fase finale
| Arbitro: | Valeri (Roma) |

|                                                 |                      |                                              |
| Kessié Hernández Tonali A. Romagnoli Çalhanoğlu | Tiri di rigore 5 – 4 | Belotti Lukić Lyanco Rincón Milinković-Savić |

## Statistiche

### Statistiche di squadra
| Competizione | Punti | In casa | In casa | In casa | In casa | In casa | In casa | In trasferta | In trasferta | In trasferta | In trasferta | In trasferta | In trasferta | Totale | Totale | Totale | Totale | Totale | Totale | DR  |
| Competizione | Punti | G       | V       | N       | P       | Gf      | Gs      | G            | V            | N            | P            | Gf           | Gs           | G      | V      | N      | P      | Gf     | Gs     | DR  |
| ------------ | ----- | ------- | ------- | ------- | ------- | ------- | ------- | ------------ | ------------ | ------------ | ------------ | ------------ | ------------ | ------ | ------ | ------ | ------ | ------ | ------ | --- |
| Serie A      | 37    | 19      | 3       | 9       | 7       | 25      | 36      | 19           | 4            | 7            | 8            | 25           | 33           | 38     | 7      | 16     | 15     | 50     | 69     | -19 |
| Coppa Italia | -     | 2       | 2       | 0       | 0       | 5       | 1       | 1            | 0            | 1            | 0            | 0            | 0            | 3      | 2      | 1      | 0      | 5      | 1      | +4  |
| Totale       | -     | 21      | 5       | 9       | 7       | 30      | 37      | 20           | 4            | 8            | 8            | 25           | 33           | 41     | 9      | 17     | 15     | 55     | 70     | -15 |

### Andamento in campionato
| Giornata  | 1 | 2  | 3  | 4  | 5  | 6  | 7  | 8  | 9  | 10 | 11 | 12 | 13 | 14 | 15 | 16 | 17 | 18 | 19 | 20 | 21 | 22 | 23 | 24 | 25 | 26 | 27 | 28 | 29 | 30 | 31 | 32 | 33 | 34 | 35 | 36 | 37 | 38 |
| --------- | - | -- | -- | -- | -- | -- | -- | -- | -- | -- | -- | -- | -- | -- | -- | -- | -- | -- | -- | -- | -- | -- | -- | -- | -- | -- | -- | -- | -- | -- | -- | -- | -- | -- | -- | -- | -- | -- |
| Luogo     | T | C  | T  | C  | T  | C  | C  | T  | C  | T  | C  | T  | C  | T  | T  | C  | T  | C  | T  | C  | T  | C  | T  | C  | T  | T  | C  | T  | C  | T  | C  | T  | C  | C  | T  | C  | T  | C  |
| Risultato | P | P  | V  | P  | N  | P  | N  | P  | N  | P  | P  | P  | N  | N  | V  | N  | P  | N  | N  | N  | N  | N  | V  | V  | N  | P  | P  | P  | N  | V  | V  | N  | P  | V  | N  | P  | P  | N  |
| Posizione | 9 | 15 | 18 | 20 | 19 | 19 | 17 | 18 | 18 | 18 | 18 | 19 | 18 | 20 | 17 | 17 | 18 | 18 | 17 | 17 | 17 | 17 | 17 | 17 | 18 | 18 | 18 | 17 | 17 | 17 | 15 | 16 | 16 | 15 | 15 | 16 | 17 | 17 |

Fonte:  Serie A – Classifiche, su sport.sky.it, Sky Sport. URL consultato il 30 agosto 2020 (archiviato dall'url originale l'11 settembre 2014).
Legenda:

Luogo: C = Casa; T = Trasferta. Risultato: V = Vittoria; N = Pareggio; P = Sconfitta.

### Statistiche dei giocatori
| Giocatore           | Serie A  | Serie A | Serie A     | Serie A    | Coppa Italia | Coppa Italia | Coppa Italia | Coppa Italia | Totale   | Totale | Totale      | Totale     |
| Giocatore           | Presenze | Reti    | Ammonizioni | Espulsioni | Presenze     | Reti         | Ammonizioni  | Espulsioni   | Presenze | Reti   | Ammonizioni | Espulsioni |
| ------------------- | -------- | ------- | ----------- | ---------- | ------------ | ------------ | ------------ | ------------ | -------- | ------ | ----------- | ---------- |
| C. Ansaldi          | 31       | 1       | 1           | 0          | 3            | 0            | 0            | 0            | 34       | 1      | 1           | 0          |
| D. Baselli          | 15       | 0       | 2           | 0          | 0            | 0            | 0            | 0            | 15       | 0      | 2           | 0          |
| A. Belotti          | 35       | 13      | 4           | 0          | 1            | 0            | 0            | 0            | 36       | 13     | 4           | 0          |
| A. Berenguer        | 2        | 0       | 0           | 0          | 0            | 0            | 0            | 0            | 2        | 0      | 0           | 0          |
| F. Bonazzoli        | 20       | 2       | 2           | 0          | 2            | 1            | 0            | 0            | 22       | 3      | 2           | 0          |
| G. Bremer           | 33       | 5       | 2           | 0          | 2            | 0            | 0            | 0            | 35       | 5      | 2           | 0          |
| A. Buongiorno       | 12       | 0       | 4           | 0          | 2            | 0            | 0            | 0            | 14       | 0      | 4           | 0          |
| S. Edera            | 2        | 0       | 0           | 0          | 2            | 0            | 0            | 0            | 4        | 0      | 0           | 0          |
| I. Falque           | 0        | 0       | 0           | 0          | 0            | 0            | 0            | 0            | 0        | 0      | 0           | 0          |
| E. Ferigra          | 0        | 0       | 0           | 0          | 0            | 0            | 0            | 0            | 0        | 0      | 0           | 0          |
| A. Gojak            | 15       | 1       | 1           | 0          | 2            | 0            | 2            | 0            | 17       | 1      | 3           | 0          |
| K. Horváth          | 0        | 0       | 0           | 0          | 1            | 0            | 0            | 0            | 1        | 0      | 0           | 0          |
| A. Izzo             | 25       | 2       | 3           | 0          | 1            | 0            | 0            | 0            | 26       | 2      | 3           | 0          |
| K. Linetty          | 27       | 1       | 5           | 0          | 3            | 0            | 1            | 0            | 30       | 1      | 6           | 0          |
| S. Lukić            | 32       | 3       | 4           | 0          | 2            | 0            | 1            | 0            | 34       | 3      | 5           | 0          |
| Lyanco              | 23       | 0       | 8           | 0          | 2            | 1            | 1            | 0            | 25       | 1      | 9           | 0          |
| R. Mandragora       | 17       | 3       | 4           | 1          | 0            | 0            | 0            | 0            | 17       | 3      | 4           | 1          |
| S. Meïté            | 14       | 1       | 0           | 0          | 2            | 0            | 0            | 0            | 16       | 1      | 0           | 0          |
| V. Milinkovic-Savic | 5        | -6      | 0           | 1          | 3            | -1           | 0            | 0            | 8        | -7     | 0           | 1          |
| V. Millico          | 3        | 0       | 0           | 0          | 1            | 0            | 0            | 0            | 4        | 0      | 0           | 0          |
| N. Murru            | 14       | 0       | 0           | 0          | 3            | 0            | 0            | 0            | 17       | 0      | 0           | 0          |
| N. Nkoulou          | 18       | 1       | 5           | 0          | 2            | 0            | 0            | 0            | 20       | 1      | 5           | 0          |
| T. Rincón           | 36       | 1       | 10          | 1          | 3            | 0            | 1            | 0            | 39       | 1      | 11          | 1          |
| R. Rodriguez        | 16       | 0       | 1           | 0          | 2            | 0            | 0            | 0            | 18       | 0      | 1           | 0          |
| A. Rosati           | 0        | -0      | 0           | 0          | 0            | -0           | 0            | 0            | 0        | -0     | 0           | 0          |
| A. Sanabria         | 14       | 5       | 2           | 0          | 0            | 0            | 0            | 0            | 14       | 5      | 2           | 0          |
| J. Segre            | 9        | 0       | 1           | 0          | 3            | 0            | 0            | 0            | 12       | 0      | 1           | 0          |
| W. Singo            | 28       | 1       | 2           | 1          | 2            | 0            | 0            | 0            | 30       | 1      | 2           | 1          |
| S. Sirigu           | 32       | -62     | 0           | 0          | 0            | 0            | 0            | 0            | 32       | -62    | 0           | 0          |
| S. Ujkani           | 1        | -1      | 0           | 0          | 0            | 0            | 0            | 0            | 1        | -1     | 0           | 0          |
| S. Verdi            | 33       | 1       | 6           | 0          | 1            | 2            | 0            | 0            | 34       | 3      | 6           | 0          |
| M. Vojvoda          | 24       | 2       | 4           | 0          | 1            | 0            | 0            | 0            | 25       | 2      | 4           | 0          |
| S. Zaza             | 29       | 6       | 4           | 0          | 2            | 1            | 1            | 0            | 31       | 7      | 5           | 0          |
| A. Kryeziu          | 0        | 0       | 0           | 0          | 0            | 0            | 0            | 0            | 0        | 0      | 0           | 0          |

## Giovanili

### Piazzamenti
- Primavera:
  - Campionato: 13°
  - Coppa Italia: Secondo turno eliminatorio.
  - Torneo di Viareggio:

- Under-17:
  - Campionato:
- Under-16:
  - Campionato:
- Under-15:
  - Campionato: